# Miho Manya
Miho Manya (万屋 美穂, Manya Miho), née le 5 novembre 1996, est une joueuse internationale de football japonaise.

## Biographie
Le 27 juillet 2017, elle fait ses débuts avec l'équipe nationale japonaise contre l'équipe du Brésil. Elle compte 7 sélections en équipe nationale du Japon.

## Statistiques
Le tableau ci-dessous présente les statistiques de Miho Manya en équipe nationale
| Équipe du Japon | Équipe du Japon | Équipe du Japon |
| Année           | Matchs          | Buts            |
| --------------- | --------------- | --------------- |
| 2017            | 7               | 0               |
| Total           | 7               | 0               |